# Стефан I (граф Сансера)

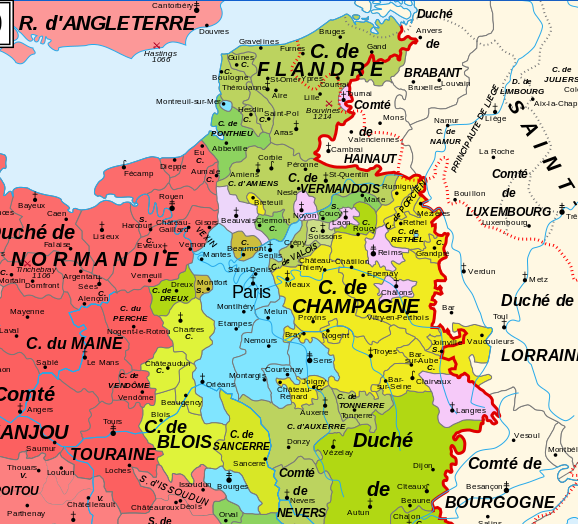
Графство Сансер на карте Северо-Восточной Франции

Стефан (Этьен) I де Блуа-Сансер (фр. Étienne Ier de Blois-Sancerre; ок. 1133—1190 или 1191, Акра, Палестина) — первый граф Сансера с 1151 года.
Третий сын Тибо IV Великого, графа Блуа и Шампани. Получил сеньорию Сансер, которая королём Франции Людовиком VII была возведена в ранг графства. Граф Сансер стал вассалом своего старшего брата Генриха, получившего от отца графство Шампань.
Родоначальник династии графов Сансер. Один из самых активных участников феодальных междоусобных войн XII века.
Умер в III крестовом походе по сообщениям одних источников от болезни, по сообщениям других — в бою.

## Семья и дети
Этьен трижды вступал в брак. Происхождение последних двух жён неизвестно.
1. (1153) Аделе де Донзи (ум. 1160/69), дочь Жоффруа III, сеньора Донзи
2. (1176) Беатриса
- Гильом I (1176—1217), граф Сансера 1191—1217
- Жан (р. 1178)

3. (1187) Аэнора.
- Стефан II (ум. 1252), сеньор Шарантон-дю-Шер и Сен-Бриссон, великий кравчий Людовика IX с 1248 года